# Сомеш-Одорхей
Сомеш-Одорхей (рум. Someș-Odorhei) — село у повіті Селаж в Румунії. Адміністративний центр комуни Сомеш-Одорхей.
Село розташоване на відстані 388 км на північний захід від Бухареста, 22 км на північний схід від Залеу, 65 км на північ від Клуж-Напоки.

## Населення
За даними перепису населення 2002 року у селі проживали 1393 особи.
Національний склад населення села:
| Національність | Кількість осіб | Відсоток |
| -------------- | -------------- | -------- |
| румуни         | 1260           | 90,5%    |
| цигани         | 90             | 6,5%     |
| угорці         | 41             | 2,9%     |

Рідною мовою назвали:
| Мова      | Кількість осіб | Відсоток |
| --------- | -------------- | -------- |
| румунська | 1286           | 92,3%    |
| циганська | 72             | 5,2%     |
| угорська  | 34             | 2,4%     |